# Aalburg
Aalburg (anhörenⓘ) war eine Gemeinde in der niederländischen Provinz Noord-Brabant. Nach 46-jährigem Bestehen fusionierte Aalburg zum 1. Januar 2019 mit Werkendam und Woudrichem zur neuen Gemeinde Altena.

## Weitere Orte
Zu der Gemeinde gehörten folgende Orte:
- Babyloniënbroek
- Drongelen
- Eethen
- Genderen
- Meeuwen
- Spijk
- Veen
- Wijk en Aalburg

## Politik

### Fusion
Aalburg wurde zum 1. Januar 2019 mit Werkendam und Woudrichem zur neuen Gemeinde Altena zusammengeschlossen.

### Gemeinderat
Der Gemeinderat wird seit 1982 folgendermaßen gebildet:
| Partei                     | Sitze | Sitze | Sitze | Sitze | Sitze | Sitze | Sitze | Sitze | Sitze |
| Partei                     | 1982  | 1986  | 1990  | 1994  | 1998  | 2002  | 2006  | 2010  | 2014  |
| -------------------------- | ----- | ----- | ----- | ----- | ----- | ----- | ----- | ----- | ----- |
| SGP                        | 4     | 4     | 4     | 3     | 3     | 3     | 3     | 4     | 4     |
| CDA                        | 5     | 5     | 3     | 3     | 2     | 3     | 3     | 3     | 3     |
| ChristenUnie               | –     | –     | –     | –     | –     | 2     | 3     | 2     | 2     |
| Ideaalburg                 | –     | –     | –     | –     | –     | –     | –     | 1     | 2     |
| Belangen Aalburgse Burgers | –     | –     | 4     | 5     | 4     | 3     | 3     | 2     | 1     |
| De Aalburgse Alliantie     | –     | –     | –     | –     | –     | –     | –     | 1     | 1     |
| VVD                        | 2     | 1     | 1     | 2     | 3     | 2     | 1     | 1     | 1     |
| Progressief Altena a       | –     | –     | –     | –     | –     | –     | –     | –     | 1     |
| PvdA                       | 2     | 2     | 2     | 1     | 1     | 1     | 2     | 1     | –     |
| Gemeentebelangen           | –     | –     | –     | –     | –     | 1     | –     | –     | –     |
| RPF                        | 0     | 0     | –     | –     | 1     | –     | –     | –     | –     |
| GPV                        | –     | –     | –     | –     | 1     | –     | –     | –     | –     |
| Progressief Aalburg        | 1     | 1     | 1     | 1     | 1     | –     | –     | –     | –     |
| Gemeentebelang             | 0     | 1     | 0     | –     | –     | –     | –     | –     | –     |
| Lijst Versteeg             | 1     | 1     | –     | –     | –     | –     | –     | –     | –     |
| Gesamt                     | 15    | 15    | 15    | 15    | 15    | 15    | 15    | 15    | 15    |

Aufgrund der Fusion zum 1. Januar 2019 wählten die Bürger der Gemeinden Aalburg, Werkendam und Woudrichem den Rat der neuen Gemeinde Altena am 21. November 2018.
Anmerkungen

### Kollegium von Bürgermeister und Beigeordneten
Folgende Personen gehörten zum letzten Kollegium der Gemeinde Aalburg, das von 2014 bis 2018 besteht:
Bürgermeister
- Fons Naterop (CDA; Amtsantritt: 1. September 2008)

Beigeordnete
- Cees Schreuders (CDA)
- Wijnand van der Hoeven (ChristenUnie)
- Pim Bouman (Belangen Aalburgse Burgers)
- Arie van Loon (SGP)

Gemeindesekretär
- Bas Duijster

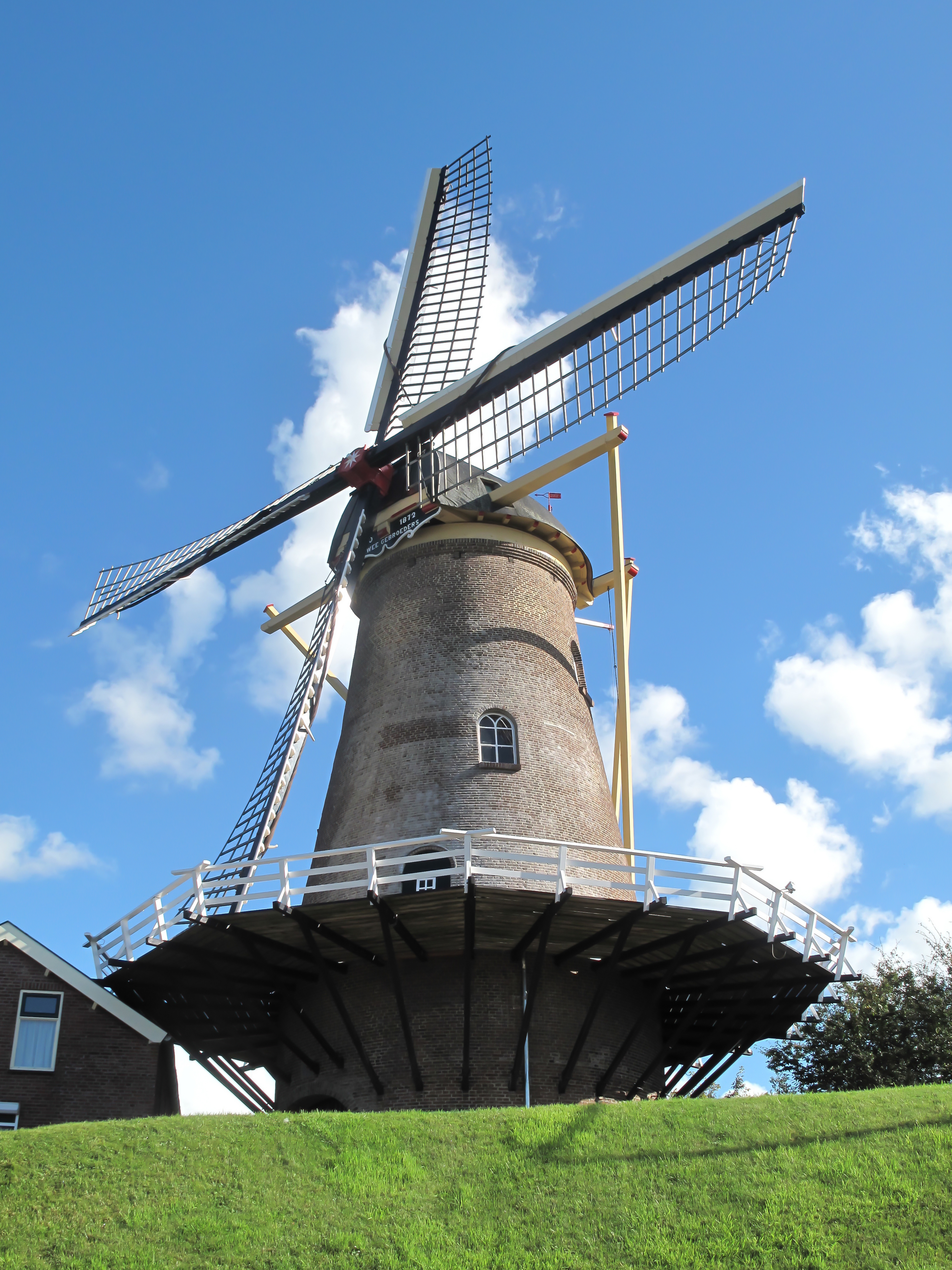
Wijk en Aalburg, Windmühle: stellingmolen de Twee Gebroeders
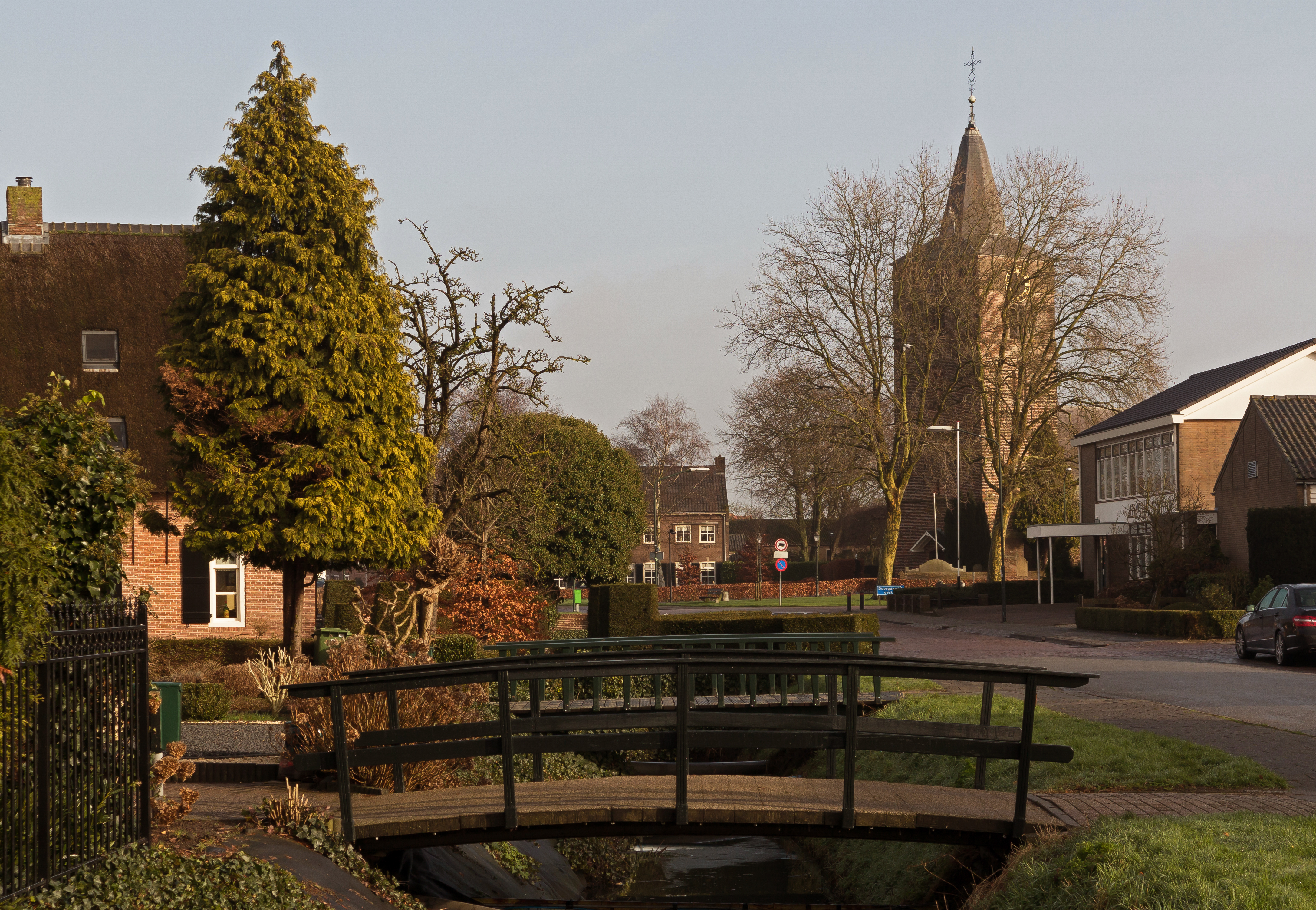
Veen, de reformierte Kirche in der Strasse
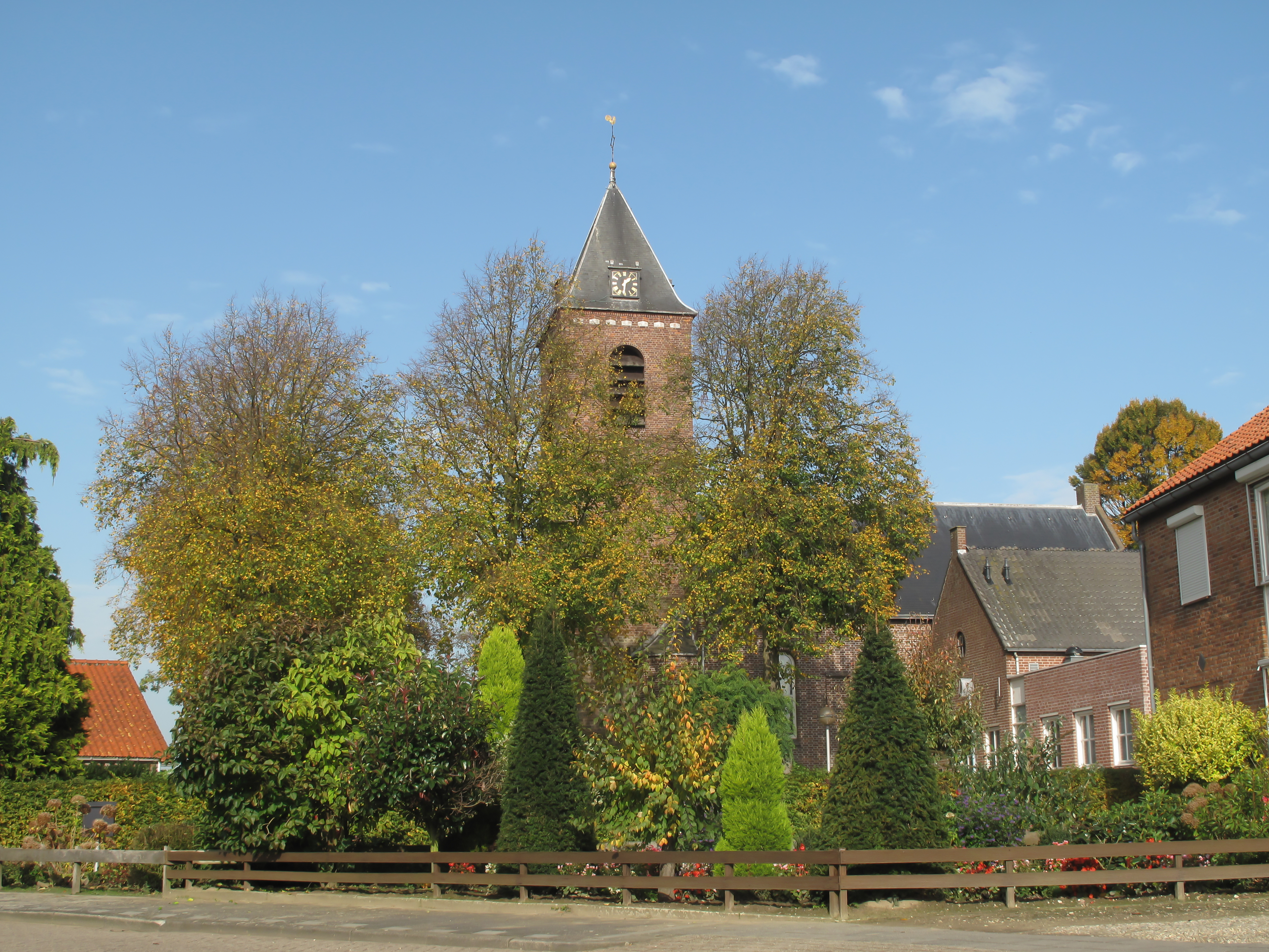
Genderen, reformierte Kirche
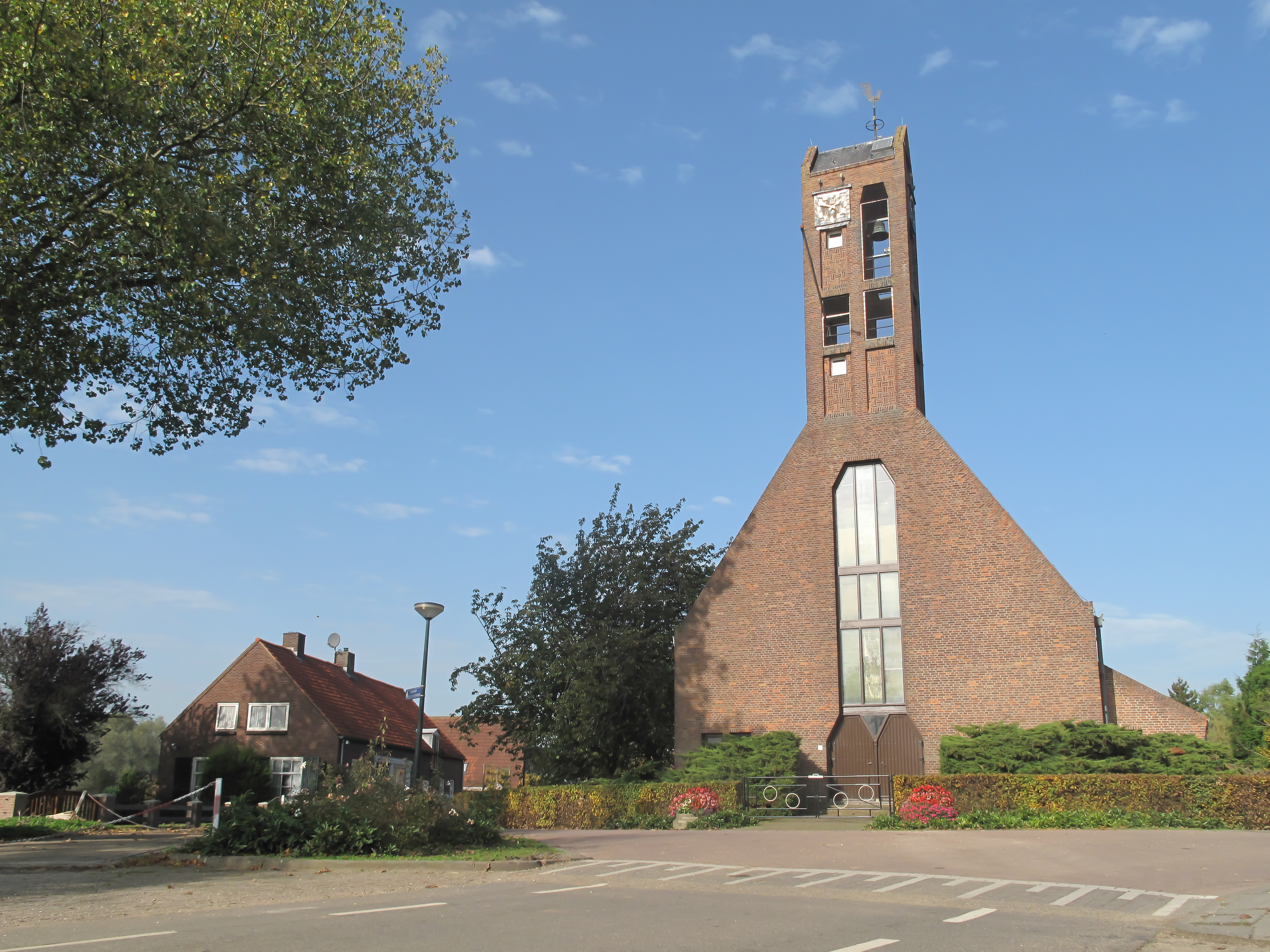
Drongelen, Kirche
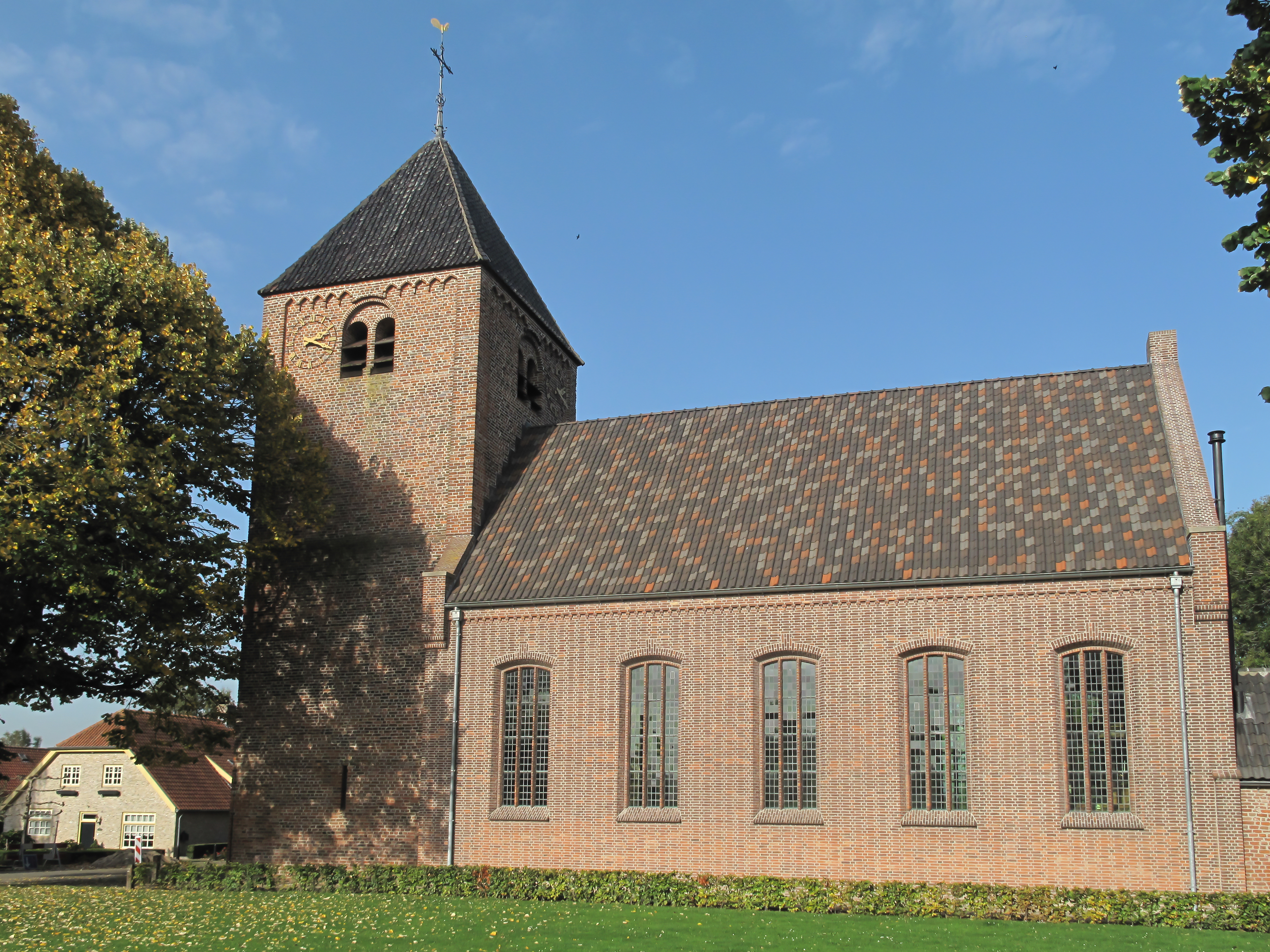
Meeuwen, reformierte Kirche

## Geschichte
Die Gemeinde entstand 1973 nach einer Fusion der Gemeinden Wijk en Aalburg, Veen und Eethen.